# Elena Brockmann
Pour les articles homonymes, voir Brockmann.
Elena Brockmann, née à Madrid le 10 février 1865 et morte le 26 janvier 1946 à Madrid, est une peintre d'histoire espagnole active entre 1887 et 1896.

## Biographie
Elena Brockmann est la petite-fille de Fanny Keats (la sœur du poète), dont elle a peint le portrait. Son oncle Juan Llanos y Keats lui a donné des cours de peinture et elle a également étudié avec le peintre d'histoire José Benlliure y Gil, où elle a été influencée par Joaquin Sorolla. Elle a remporté des prix en 1887 et 1892 aux Exposiciones Nacionales de Bellas Artes.
Sa peinture El patio de un parador a été incluse dans le livre Women Painters of the World de 1905.

## Galerie

Œuvres d'Elena Brockmann
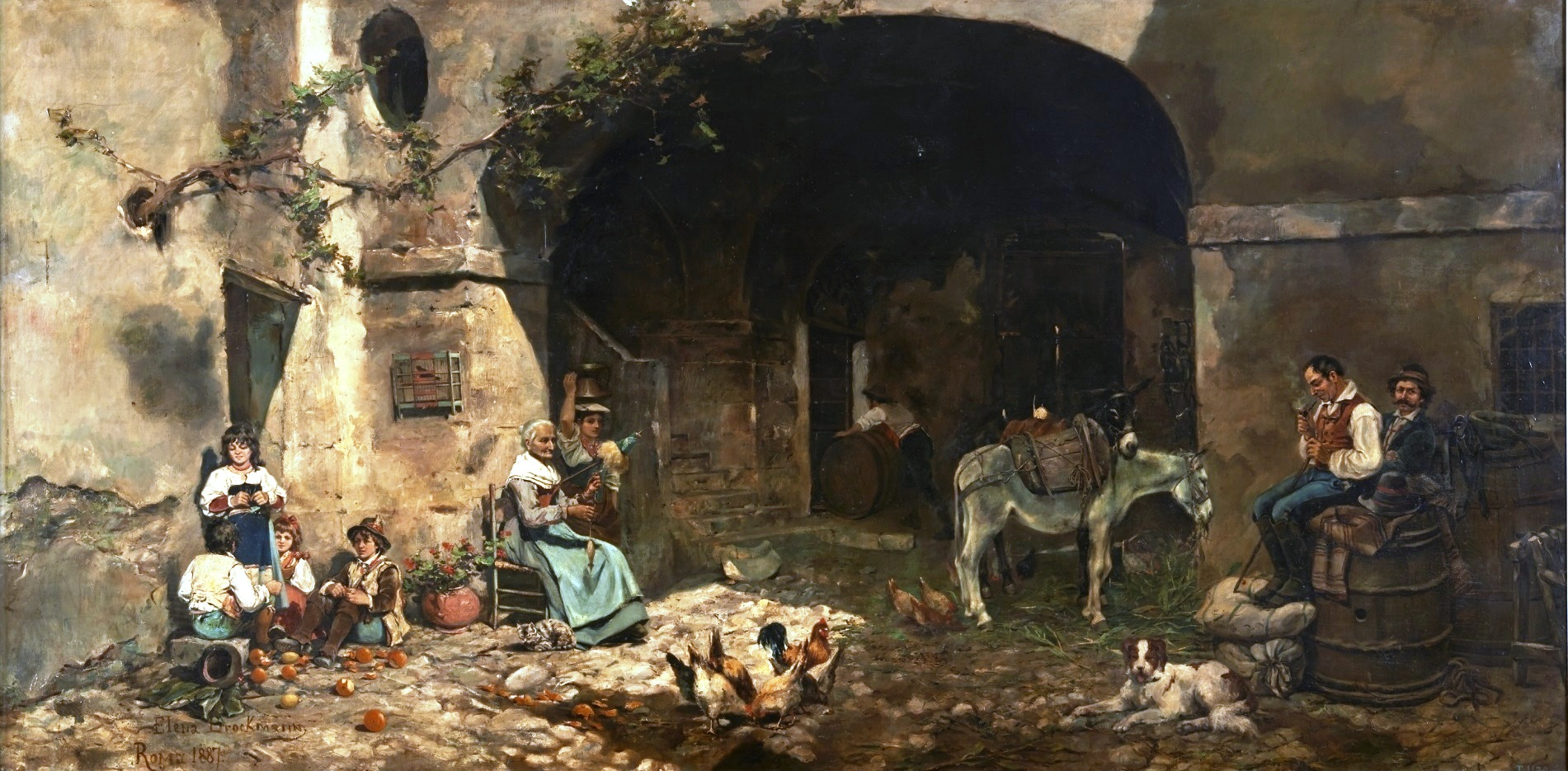
El patio de un parador, 1887 (Musée du Prado)
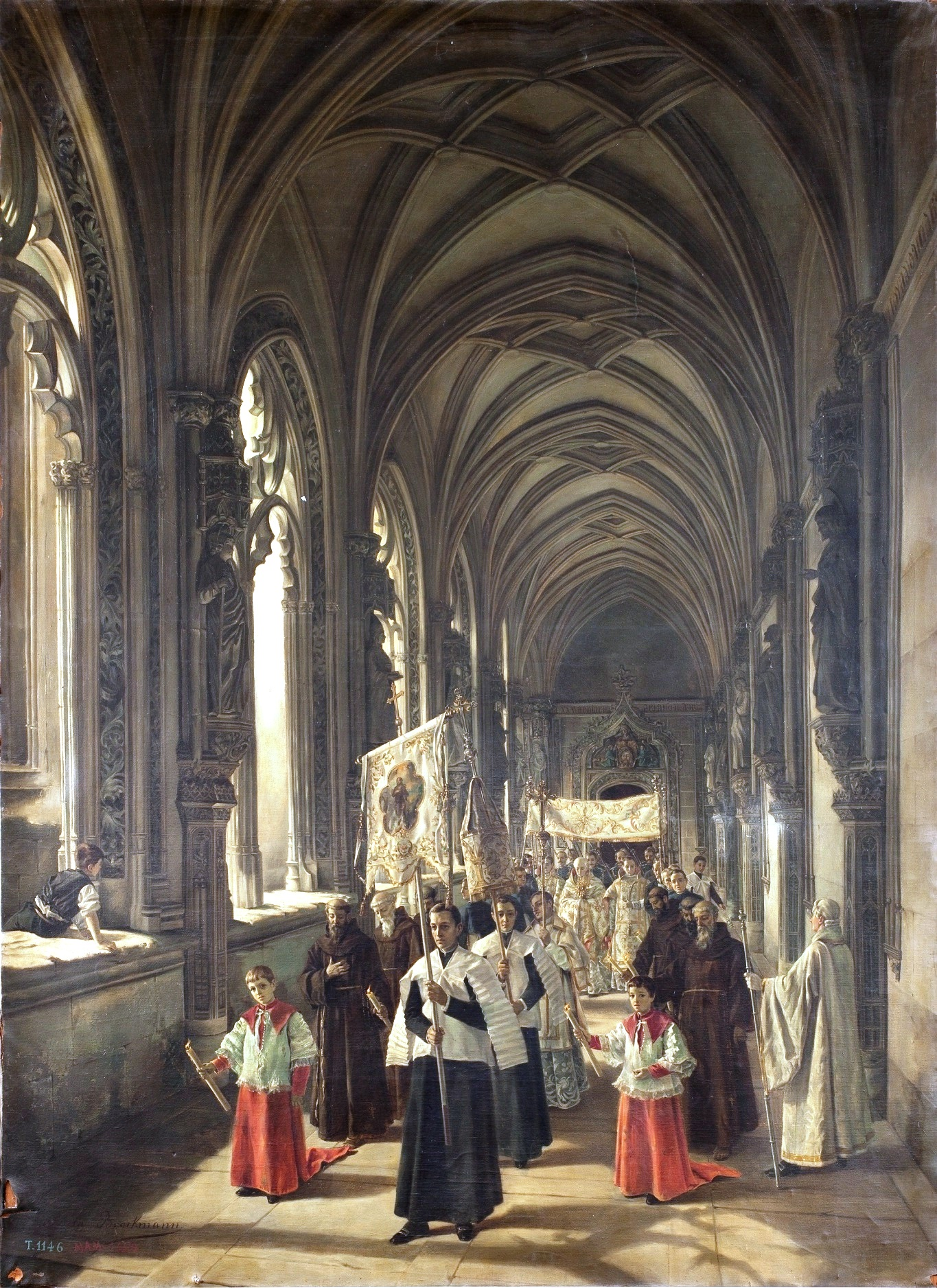
Étape pour une procession pour le cloître de San Juan de los Reyes de Toledo, 1892 (Musée du Prado)
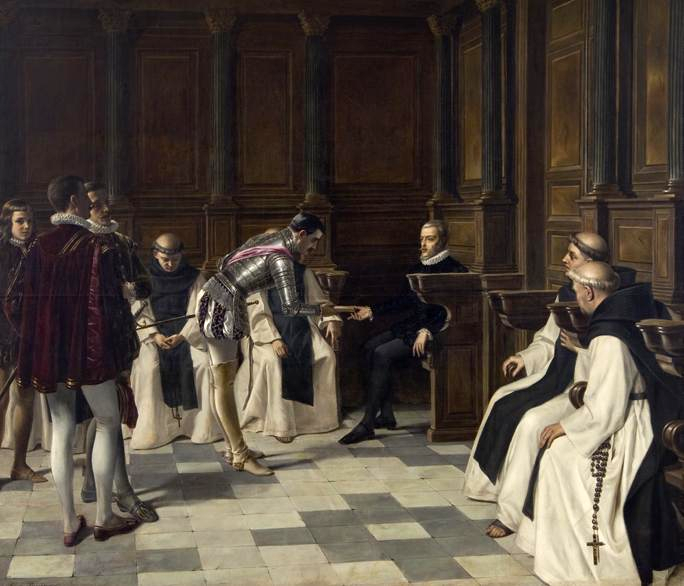
Philip II recevant les nouvelles de la perte de l'Armada, 1895 (National Museum of Women in the Arts)